# ひので字
ひので字（ひのでじ）は、実業家の中村壮太郎が漢字廃止論のために創作した文字。1935年に出版した哲学書の翻訳が初めての出版。

## 文字
仮名を変形させて、ラテン文字に類似した形状にした音節文字。仮名とほぼ一対一対応しているが、「ゐ」「ゑ」「を」「ぢ」「づ」の5字はそれぞれ「い」「え」「お」「じ」「ず」と合流している。完全表音主義を採用しており、オ段の後ろの「う」を「お」に対応する文字で、助詞「は」「へ」も「わ」「え」に相当する文字で書き表す。